# Erkenci Kuş
Erkenci Kuş is een Turkse dramaserie die van 26 juni 2018 tot 6 augustus 2019 door Star TV wordt uitgezonden, met in de hoofdrollen Demet Özdemir en Can Yaman.

## Rolverdeling
- Demet Özdemir - Sanem Aydın Divit
- Can Yaman - Can Divit